# HMS Ajax (22)
El HMS Ajax (22) fue un crucero ligero clase Leander de la Marina Real Británica botado en 1934, fue el séptimo buque en llevar el mismo nombre. Se hizo famoso por su participación en la Batalla del Río de la Plata contra el acorazado de bolsillo Admiral Graf Spee y en varias acciones contra la Regia Marina italiana en la Batalla del Mediterráneo, la liberación del yugo alemán de Grecia y activamente en la escolta de convoyes hacía la isla de Malta.

## Historial
El HMS Ajax fue construido en los astilleros Vickers Armstrong en Barrow-in-Furness, fue botado en 1934 y asignado el 3 de junio de 1935. Fue asignado como crucero de representación con independencia de movimientos en las Américas, empezando por las Antillas y Canadá y Estados Unidos. Pero apenas llegado a Norteamérica, fue derivado al Mediterráneo para intervenir en la Crisis de Abisinia.
En diciembre de 1935 fue enviado a las Indias orientales. Desde 1936 a 1937 realizó cruceros de representación en América del Sur, Canadá y Estados Unidos, a fines de 1937 el HMS Ajax vuelve a Inglaterra donde es reacondicionado. En enero de 1939 la tripulación del navío realizó labores de apoyo humanitario en Chile, precisamente en la ciudad de Talcahuano, a consecuencia del desastre ocurrido tras el Terremoto de Chillán de 1939, luego pasa a las Malvinas y de allí a las islas Bermudas que es usada como base. El resto de 1938 realiza diversos cruceros de representación en los puertos atlánticos de América del Sur.
En septiembre de 1939, en los albores de la Segunda Guerra Mundial, el HMS Ajax junto al HMS Cumberland, el HMS Achilles y el HMS Exeter es incorporado a la fuerza G de la División del Atlántico sur que opera entre la costa este de Brasil, el estuario del Río de la Plata y África del sur, interceptando a buques del Eje en esa área, en una de esas operaciones hunde al carguero alemán SS Olinda e investiga al buque Carl Fritzen frente a Río de Janeiro pero logra escabullírsele.

## Batalla del Río de la Plata
En diciembre de 1939, como parte de la Fuerza G del comodoro Henry Harwood es comisionado para dar cacería de un acorazado de bolsillo clase Deutschland, el cual había estado operando con éxito contra el comercio en el cuadrante del Atlántico sur.
El mensaje de un carguero británico, víctima del Admiral Graf Spee, el SS Doric Star dio la pista para que Harwood apostara que el enemigo aparecería en su zona frente al estuario del Río de la Plata.

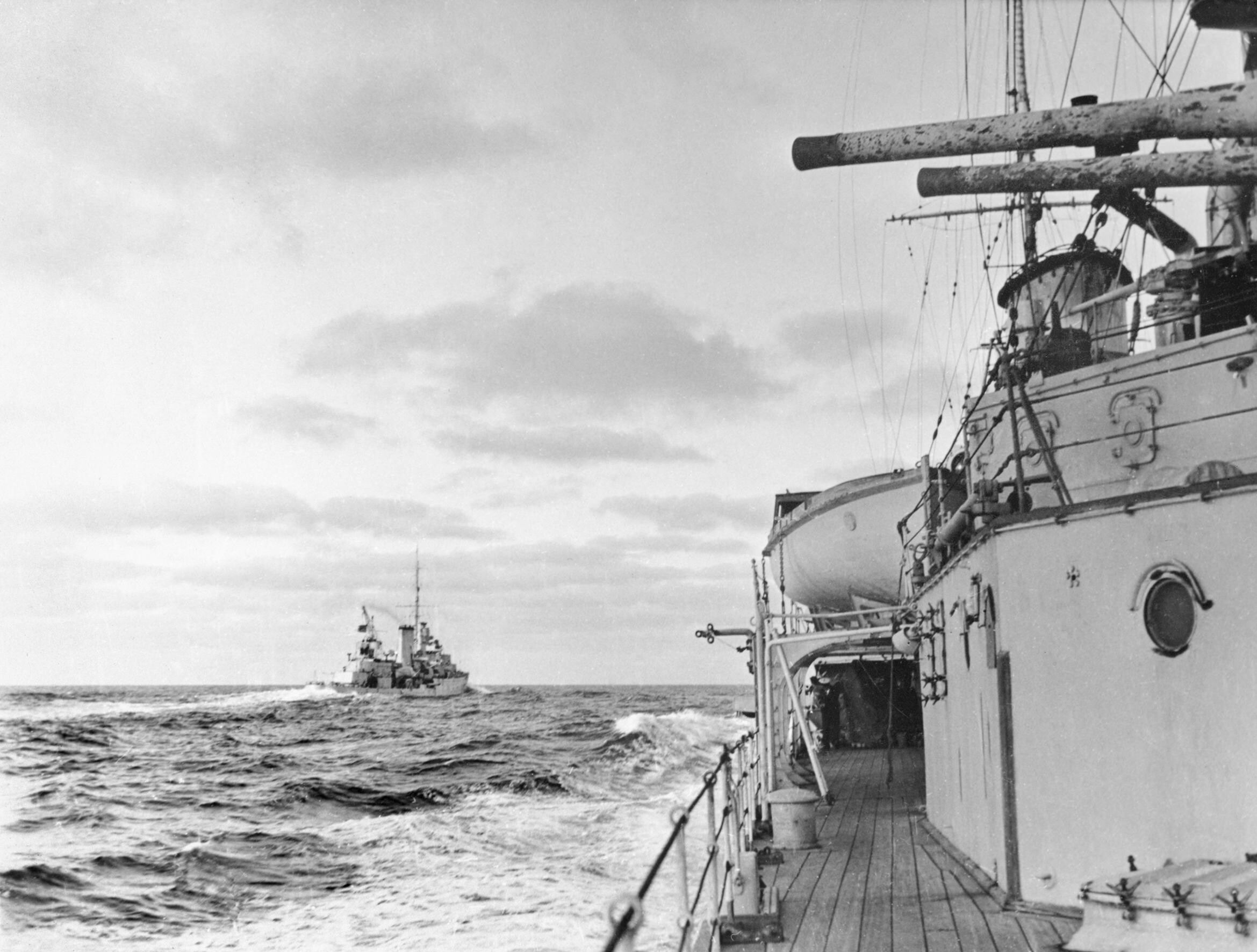
El HMS Achilles visto desde el HMS Ajax en los minutos previos a la Batalla del Río de la Plata.

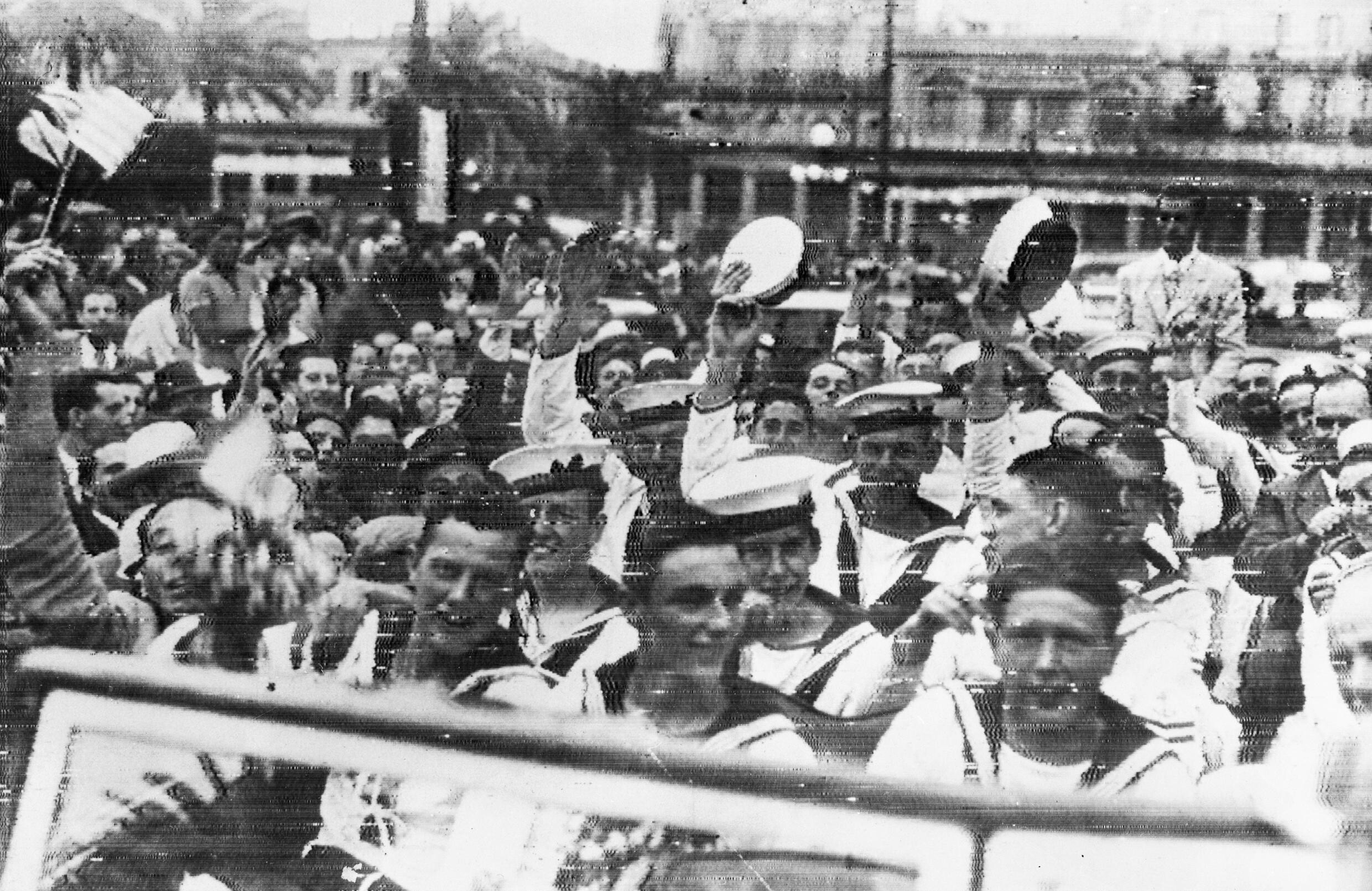
Marinos del HMS Ajax son recibidos en Montevideo con flores por uruguayos simpatizantes después de la Batalla del Río de la Plata.

El 13 de diciembre en la amanecida, la fuerza G de Harwood venía navegando desde el sudoriente cuando interceptó al Admiral Graf Spee, al mando del capitán Hans Langsdorff, a 500 km de la salida del estuario del Río de la Plata. El buque germano identificó inicialmente a la fuerza G como un crucero y dos destructores, pero pronto se percató de su error.
Harwood ordenó zafarrancho de combate y dividió su exigua fuerza para enfrentar desde tres puntos a un buque mejor artillado individualmente.
El capitán germano aceptó la batalla, y como táctica de combate decidió concentrarse en la unidad mejor artillada que era el crucero pesado Exeter. En la primera fase del combate de menos de 1 h, el HMS Exeter resultó gravemente dañado e incendiado con el 70% de su poder ofensivo inutilizado, el Graf Spee recibió 16 impactos considerados menores pero que le causaron 60 bajas. Tanto el HMS Achilles y el HMS Ajax cañonearon a independencia al enemigo, logrando algunos impactos. El HMS Achilles recibió una andanada de 280 mm que silenció las torres de popa del crucero, el alcance era de menos de 8000 m cuando le tocó el turno al HMS Ajax, que resultó gravemente dañado en sus torres de proa y 7 bajas. 
El comandante alemán Langsdorff, quien tenía la batalla ya ganada en mano y al que solo le faltaba rematar a sus adversarios, inexplicablemente se retiró del escenario con destino a la costa sudamericana. 
La división de Harwood escapó de una segura destrucción y ruina para la Real Marina Británica.
El HMS Ajax junto al resto de la división son enviados para reparaciones rápidas en Port Stanley, luego el HMS Ajax y el HMS Cumberland son utilizados como fuerza fantasma de pantalla para engañar a los alemanes que se habían refugiado en el puerto de Montevideo.
Las tácticas de engaño finalmente dan fruto el 17 de diciembre cuando el comandante Langsdorff decidió hundir al acorazado de bolsillo Admiral Graf Spee frente a la desembocadura.
El HMS Ajax ingresó a Montevideo el 3 de enero de 1940 con el comodoro Sir Henry Harwood a bordo como una unidad victoriosa de la Marina Británica siendo recibido con júbilo por uruguayos simpatizantes, permaneciendo en ese puerto hasta el 5 de enero de 1940.
Es enviado para reunirse en Freetown con el portaviones Ark Royal, el HMS Renow y varios destructores donde llegan al puerto de Plymouth a finales de enero de 1940, siendo ingresado al astillero de Chatam para un segundo reacondicionamiento agregándosele un radar tipo 270 y mejoras en su artillería secundaria. En abril de 1940, asume el mando el capitán Edward Desmond McCarthy Bewley y el HMS Ajax es asignado a la Fuerza de cruceros n.º 7.

## Teatro del Mediterráneo

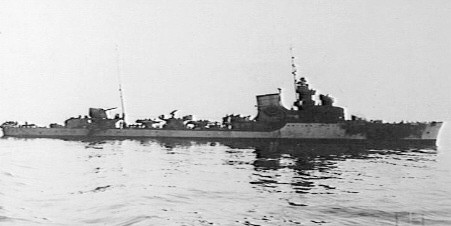
El destructor italiano RN Artiglieri dañado y abandonado por su tripulación en la Batalla de Cabo Passero.

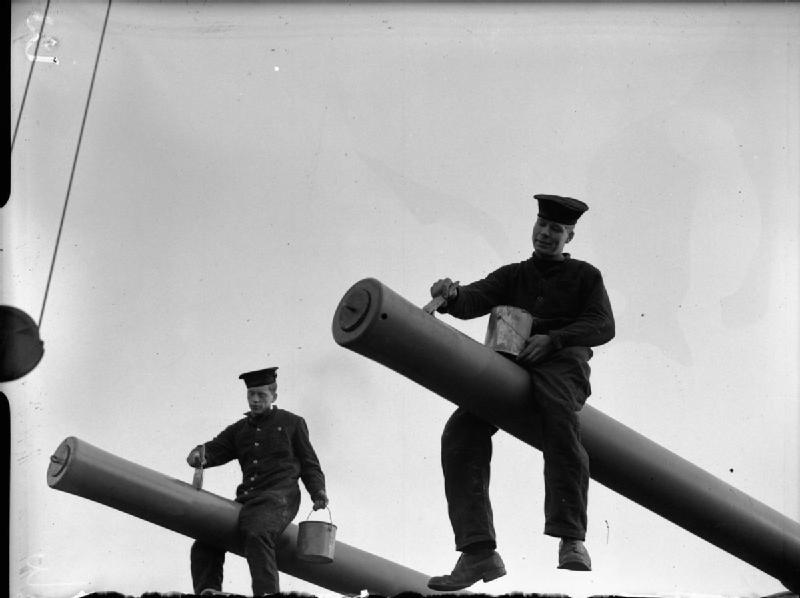
Dos marineros realizan labores de mantenimiento de los cañones principales del HMS Ajax.

El 31 de julio de 1940, el HMS Ajax es designado como escolta de un convoy con destino a la isla de Malta junto con el Crucero pesado HMS York llegando sin novedades el 22 de agosto. El HMS Ajax adopta un camuflaje tipo Dazzly.
El 12 de octubre de 1940, en cabo Passero, el HMS Ajax, el HMS York y el HMAS Sidney en una acción nocturna, se traban en un combate con tres destructores italianos: el Ariel, el Airone y el Artiglieri, que intentan atacar un convoy a 110 km al este de la isla de Malta. El HMS Ajax logra encajar con una salva segura a 4000 m al Airone y lo hace estallar, inmediatamente da cuenta del Ariel hundiéndolo; pero mientras tanto aparece el Artiglieri y lo cañonea casi a mansalva, el HMS Ajax recibe varios impactos de importancia en el puente y sus artillería principal, tiene 12 bajas y 20 heridos incluido su capitán; el Artiglieri también recibe impactos fatales y queda al garete, el HMS Ajax se retira cubriéndose de una cortina de humo cuando aparecen dos destructores italianos más en el horizonte. El HMS Ajax se retira a Alejandría para reparaciones mientras el HMS York remata al dañado Artiglieri.
El 11 de noviembre de 1940 el HMS Ajax, el HMAS Sidney; su gemelo el HMS Orion y dos destructores se traban en un combate con dos destructores italianos que escoltaban un convoy de 4 buques cargueros en dirección al estrecho de Tarento, uno de los destructores italianos resulta dañado y el otro rezagado mientras los buques ingleses dan cuenta de tres de los cuatro cargueros hundiéndolos.
El HMS Ajax se une a la Fuerza H y colabora en el transporte de soldados desde Alejandría a la Bahía de Suda y escolta convoyes desde el canal de Suez.
El 27 de noviembre asume el capitán Stuart Latham Bateson y el HMS Ajax junto al HMAS Sidney ejecutan operaciones en el mar Egeo, específicamente en la Bahía de Suda en los transportes de soldados a Grecia.
El 11 de enero de 1941 asiste como escolta del portaviones Illustrious en operaciones aéreas en el Dodecaneso, la cual fue cancelada por mal tiempo.
El HMS Ajax participa en el transporte de soldados y escolta de convoyes a Malta con base en Alejandría. El 19 de abril de 1941 participa en el bombardeo de Trípoli junto a la fuerza B de la Home Fleet.
Desde abril a julio tomar parte en el transporte de soldados entre Egipto, Malta, la Bahía de Suda y Gilbraltar.
Desde agosto a diciembre de 1941, el HMS Ajax toma parte en escolta de convoyes hacía Malta y acciones contra Bardia.
En 1942, opera en el Mediterráneo, a partir de julio es enviado desde el Mediterráneo a Chatham para remodernizaciones en su control de fuego, luego regresa al Mediterráneo y opera en la costa oriental del África junto a la fuerza Q.
El 1 de enero de 1943 es dañado gravemente por un bombardeo aéreo mientras escolta un convoy que casi provoca su hundimiento, sus calderas son dañadas a tal grado que queda al garete y es remolcado a Gilbraltar para reparaciones. Las reparaciones no pueden ser efectuadas en Inglaterra y es enviado a Nolfork en EE. UU. para una reparación a fondo. Se le mejora su defensa antiaérea y se le sustituyen los radares de control de fuego británicos por estadounidenses. Las reparaciones se concretan en diciembre de ese año. Es enviado a Scapa Flow.
Desde enero a mayo de 1944 opera en el Mediterráneo oriental en diversas labores de escolta, en mayo de ese año es enviado a Clyde, Inglaterra para participar en la Operación Neptuno que forma parte de la Operación Overlord en Normandía.
Junto a la fuerza K, participa en bombardeo de ablandamiento en las costas normandas, en especial en Longues donde destruye una casamata enemiga frente a la playa Gold.
El 28 de diciembre de 1944 desembarca a Winston Churchill en Atenas para participar en la Conferencia de Grecia.
En julio es enviado a Malta junto a una fuerza conjunta aliada para la reconquista de Grecia. En diciembre de 1944 embarca al primer ministro Anthony Eden para transportarlo a la Conferencia de Yalta.

## Posguerra
Terminada la guerra, el HMS Ajax en una ironía histórica del destino es enviado a Buenos Aires y Montevideo para repatriar a los marinos alemanes del Admiral Graf Spee que se acogen a este beneficio.
Luego es enviado al Mediterráneo para velar en el control de la inmigración ilegal de judíos hacía Palestina.
En 1948 es pasado a la reserva, el gobierno indio hace una oferta de compra por el crucero, pero es denegada por Churchill y en noviembre de 1949 es finalmente desguazado en Falmouth.